# Parastrangalis crebrepunctata
Parastrangalis crebrepunctata là một loài bọ cánh cứng trong họ Cerambycidae.